# Stefan Chwin
Stefan Chwin, född 1949, är en polsk litteraturvetare, litteraturkritiker, essäist och romanförfattare.

## Biografi
Stefan Chwin gick ett konstgymnasium i Gdynia och tog examen i polska språket och litteraturen på universitetet i Gdańsk. Senare tog han doktorsgrad i polska språket och litteraturen och är sedan 1998 professor i detta ämne. Hans huvudsakliga intresse som litteraturforskare har varit den polska romantiken och dess inflytande på moderna författare. Han har gett ut flera böcker med litteraturvetenskapliga studier över författarskap och tendenser i den polska litteraturen.
Chwin har även suttit i redaktionen för flera polska litterära tidskrifter och medarbetat i tidskrifter i ett tjugotal olika länder. Han är medlem i det polska författarförbundet och PEN-klubben.

## Verk
Stefan Chwin introducerades på svenska med romanen Hanemann, som belönades med kulturpriset Paszport när den utgavs i Polen 1995. Många av hans böcker har också rönt stora framgångar i Tyskland. Chwins verk finns översatta till tolv olika språk, framför allt är det Hanemann som har översatts.
På 1980-talet gjorde Stefan Chwin sina första försök som skönlitterär författare. Han debuterade med två äventyrsböcker för barn under pseudonymen Max Lars. Flera av Chwins romaner för vuxna, varav två finns översatta till svenska, utspelar sig i författarens hemstad Gdańsk och tar på olika sätt upp dess mångkulturella historia. Framför allt är han intresserad av stadens 1900-talshistoria med dess folkomflyttningar. Gdańsk var huvudsakligen tyskspråkigt under namnet Danzig fram till 1945, när den tyska befolkningen fördrevs och ersattes med  polacker som sin tur fördrivits från Polens östra gränstrakter. (Intresset för stadens tysk-polska historia delar han f ö med en annan framstående författare från Gdańsk, Paweł Huelle.) Typiska drag för Chwins litterära stil är långa vindlande meningar med inskjutna bisatser samt ingående beskrivningar av olika föremål och deras egenskaper, så att föremålen nästan tycks besjälade.

### På svenska
Romanen Hanemann (1995, på svenska 2001) utspelar sig i Danzig 1945. De ryska trupperna närmar sig och de sista tyskarna flyr undan bombanfallen. Många lyckas rädda sig ombord på ett lastfartyg, men obduktionsläkaren Hanemann, som en gång utan förklaring lämnat sin operationssal för en kvinna, blir kvar i den brinnande staden. Polska flyktingar kommer vandrande för att söka nya hem i de övergivna bostäderna och Hanemann lever kvar som i exil i sin egen hemstad.
Guldpelikanen (2003, på svenska 2004) handlar om Jakub som är föreläsare vid juridiska fakulteten i Gdańsk och sitter med i examinationskommittén vid intagningsproven. Genom slarv och nonchalans hindrar han en kvinna att bli antagen till studierna. Kvinnan söker upp honom, men han vägrar att hjälpa henne. Kort därefter får han höra att kvinnan har begått självmord, vilket blir början på hans personliga och sociala fall.

### På polska
Chwins första roman för vuxna var Krótka historia pewnego żartu (En kort berättelse om ett skämt, 1991), där han försöker rekonstruera det andliga klimatet och själva staden Gdańsk under författarens barndom på det delvis stalinistiska 1950-talet. Esther (1999) utspelas i författarens farmors familj i Warszawa där den vackra guvernanten Esther dyker upp. Romanen är framför allt en diskussion om de idéer som ligger bakom 1900-talets modernitet. Kartki z dziennika (Dagboksblad, 2004) innehåller filosofiska funderingar om livet, konsten och normaliteten. Żona prezydenta (Presidentens hustru, 2005) är en berättelse från den nutida politikens värld, ett slags koncentrat av nutida politiska skandaler. Huvudpersonen i Dolina Radości (Glädjedalen, 2006) är en märklig plastikkirurg och sminkör som förändrar utseendet och mer än så på levande och döda i Tyskland, Polen och Ryssland under och efter andra världskriget. Romanen ställer frågor om mänsklig identitet, masker och skönhet. Dziennik dla dorosłych (Dagbok för vuxna, 2008) är en självbiografisk berättelse om författarens liv, med ämnen som familjen, resor, tankar om politik och samhälle, om litterära husgudar och den ständigt närvarande hemstaden Gdańsk. Panna Ferbelin (Fröken Ferbelin, 2011) berättar om några människors öden i Danzig i början av 1900-talet. Tidens vardagsdetaljer återskapas med författarens sedvanliga noggrannhet, samtidigt som det förekommer många anakronismer och anspelningar på nutiden.

## Priser och utmärkelser (urval)
Stefan Chwin har fått ett trettiotal vetenskapliga och litterära priser för sin verksamhet, mest i Polen men även från utlandet. Här är några av de viktigaste:
- 1995 - tidningen Politykas kulturpris Paszport (för Hanemann)
- 1997 -  Erich-Brost-Preis
- 1999 - Andreas-Gryphius-Preis (för Hanemann)
- 2008 - polska kulturministerns silvermedalj Gloria Artis
- 2011 - Gdyniapriset (ett av Polens viktigaste litteraturpris)
- 2015 - Samuel-Bogumil-Linde-Preis (tillsammans med Marie-Luise Scherer)